# HAL Tejas
HAL Tejas é um caça supersônico desenvolvido pela Índia. É um avião sem cauda, composto por um design de asa delta alimentado por um único motor. Ele provém do programa Light Combat Aircraft (LCA), que começou na década de 1980 para substituir os envelhecidos caças MiG-21 indianos. Mais tarde, o LCA foi oficialmente nomeado Tejas, que significa "esplendor", pelo então primeiro-ministro Atal Bihari Vajpayee.
O Tejas é o segundo caça supersônico desenvolvido pela empresa indiana Hindustan Aeronautics Limited, depois do HAL Marut. A Força Aérea Indiana (IAF) requisitou 200 com um lugar e 20 formadores de conversão de dois lugares, enquanto a marinha indiana pode pedir até 40 monopostos para substituir os Sea Harrier FRS1 e Hawker-Siddeley Harrier de 60 anos. Os Tejas foram liberados em janeiro de 2011 para uso por pilotos da Força Aérea da Índia.